# Empoascanara sipra
Empoascanara sipra är en insektsart som beskrevs av Irena Dworakowska 1980. Empoascanara sipra ingår i släktet Empoascanara och familjen dvärgstritar. Inga underarter finns listade i Catalogue of Life.